# ترايجوين
ترايجوين (بالإسبانية: Traiguén)‏ هي مدينة وبلدية في تشيلي في محافظة ماليكو ، في إقليم أروكانيا .